# 小行星9833
小行星9833（英語：9833 Rilke）是一颗围绕太阳公转的小行星。1982年2月21日，天文学家佛蒙特·伯根在陶腾堡发现了此天体。
这颗小行星的绝对星等为317.6878892733328等。